# Shin'ichirō Miki
Pour les articles homonymes, voir Miki.
Shin'ichirō Miki (三木 眞一郎, Miki Shin'ichirō) né le 18 mars 1968, est un seiyū. Il est connu pour de nombreux rôles notamment ceux dans Pokémon, Bleach, Escaflowne, Full Metal Panic! ainsi que Fullmetal Alchemist Brotherhood.

## Rôles
- .hack : Kuhn
- Black Bullet : Shôma Nagisawa
- Black Cat : Creed Diskenth
- Bleach : Kisuke Urahara
- Blue submarine n°6 : Myong-Hae Yun
- Boys Be... : Yuki Okazaki
- Code: Breaker : Hitomi
- D.Gray-Man : Bak Chang
- Devil May Cry : Modeus
- Dorohedoro : Turkey
- Dragon Ball Super : Zamasu
- Eyeshield 21 (OAV) : Hiruma Youichi
- Fate/Grand Order Absolute Demonic Front: Babylonia : Leonidas I
- Fate/Stay Night : Assassin / Sasaki Kojiro
- Fire Emblem Heroes : Bruno
- Fullmetal Alchemist: Brotherhood : Roy Mustang
- Full Metal Panic! : Kurz Weber
- Galaxy Angel : Eonia Transbaal
- Getbackers : Teshimine Takeru
- Great Teacher Onizuka : Hidero Ohsawa
- Gintama : Tatsuma Sakamoto
- Hajime no Ippo : Ryûhei Sawamura
- Hakuouki Shinsengumi Kitan : Toshizô Hijikata
- Harukanaru Toki no Naka de ~Hachiyou Shou~ : Minamoto no Yorihisa
- Haru wo Daiteita : Katô Yôji
- HUGtto! PreCure : Ristle
- Hunter × Hunter : Knov
- Initial D : Takumi Fujiwara
- Isekai Quartet : Relgen
- Kamen Rider Den-O : Sieg/W-Ryotaro/Kamen Rider Den-O Wing Form
- Kiba : Robes
- Kill la Kill : Aikurō Mikisugi
- Kuroko's Basket : Kagetora Aida
- Magi : Ithnan[1]
- Martian successor Nadesico : Saburota Takasugi
- Mobile Suit Gundam 00 : Lockon Stratos
- Monogatari : Kaiki Deishuu
- My-HiME : Ishigami-sensei
- My Hero Academia : Night Eye
- My-Otome Zwei : Wattaru Ishigamin
- Naruto : Mizuki
- Ohsama Sentai King-Ohger : Kamejim
- One Piece : Pedro
- Papa To Kiss In The Dark : Kyôsuke Munakata
- Pokémon : Kojiro (James)
- Saint Seiya : Garuda Aiacos
- Seven Deadly Sins : Slader
- Star Wars: Visions : Lah Zhima
- Sukisho : Shin'ichirou Minato
- Super HxEros : Jō Anno
- Tekken -TEKKEN- : Lee Chaolan
- Toriko : Starjun
- Tsubasa -RESERVoir CHRoNiCLE- : Tōya
- Ueki no Housoku : Matthew
- Uragiri wa Boku no Namae o Shitteiru : Tachibana Giô
- Vision d'Escaflowne : Allen
- RWBY / RWBY: Ice Queendom: Roman Torchwick
- 2023 : Undead Murder Farce : Sherlock Holmes[2]

### Jeux-vidéo
- The Legend of Heroes - Trails from Zero : Randy Orlando
- The Legend of Heroes - Trails to Azure : Randy Orlando
- Honkai: Star Rail : Blade